# 長南翔太
長南 翔太（ちょうなん しょうた、2月12日 - ）は、日本の元声優、元俳優。山形県出身。

## 略歴
スクールデュオ第12期卒業生。2012年4月2日より賢プロダクションに所属。
2021年4月22日を以って声優業を廃業した。

## 人物
趣味・特技は剣道、料理。

## 後任
長南の引退に伴い、持ち役を引き継いだ声優は以下の通り。
| 後任     | 役名   | 概要作品                        | 後任の初担当作品       |
| -------- | ------ | ------------------------------- | ---------------------- |
| 小松昌平 | ルーク | 『夢王国と眠れる100人の王子様』 | 2021年10月13日更新以降 |

## 出演

### テレビアニメ
2011年
- THE IDOLM@STER（観客G）

2012年
- 絶園のテンペスト（部下H）
- 夏色キセキ（友達、生徒）
- ブラック★ロックシューター（男子生徒B、男子生徒A、男子生徒）

2013年
- ささみさん@がんばらない（ドラッグストア店員）
- THE UNLIMITED 兵部京介（店員）
- 進撃の巨人（補給兵）
- Free!（学生）

2014年
- アイカツ!（2014年 - 2015年、AD、カメラマン、スタッフ、スキーヤー）
- ウィザード・バリスターズ 弁魔士セシル（刑事）
- ガイストクラッシャー（戦闘班隊員）
- のうりん（生徒）
- ハイキュー!!（2014年 - 2020年、福永招平、白戸選手C、千鹿谷栄吉） - 3シリーズ
- パックワールド（2014年 - 2015年、トールフェド、ゾンビ住人、イーゴースト、赤色トナカイA）
- バディ・コンプレックス（須原純一）
- 僕らはみんな河合荘（おじいさん、男子B）
- 魔法科高校の劣等生（八高選手）

2015年
- ISUCA（若い男）
- うたの☆プリンスさまっ♪ マジLOVEレボリューションズ（スタッフ）
- 黒子のバスケ（観客）
- コンクリート・レボルティオ〜超人幻想〜（2015年 - 2016年、長川神） - 2シリーズ
- 純情ロマンチカ3（編集A）
- 名探偵コナン（若者）
- レーカン!（男子生徒C）

2016年
- アイカツスターズ!（2016年 - 2017年、アナウンス、スタッフ、森田、レッド、井伊 他）
- 蒼の彼方のフォーリズム（審判）
- ジョーカー・ゲーム（ドイツ軍野戦憲兵）
- ドリフェス!（スタッフ）
- ドリフターズ（オルテ兵、エルフ）
- パズドラクロス（オペレーター）
- ベルセルク（盗賊、難民、野盗、邪教徒）
- マジきゅんっ!ルネッサンス（男子生徒）

2017年
- 喧嘩番長 乙女 -Girl Beats Boys-（獅子吼ヤンキーH）
- ハンドシェイカー（男子生徒）

2021年
- ふしぎ駄菓子屋 銭天堂（同級生）

### 劇場アニメ
- 映画 プリキュアオールスターズNewStage3 永遠のともだち（2014年、男性）
- ハイキュー!! 終わりと始まり（2015年、福永招平）
- BLAME!（2017年、ゲン）

### OVA
- マジカル☆スター かのん100%（2013年、スタッフ） - 『神のみぞ知るセカイ』単行本第22巻特別版収録
- ハイキュー!! 陸 VS 空（2020年、福永招平[6]）

### ゲーム
- ガンダムブレイカー（2013年、観客）
- ハイキュー!! 繋げ!頂の景色!!（2014年、福永招平[7]）
- 夢王国と眠れる100人の王子様（2015年、ルーク〈初代〉[8]）
- Fallout 4（2015年、エルダー・マクソン）
- バンドやろうぜ!（2016年、ナインシックス[9]）
- ワールドフリッパー（2019年、ハーシュ、アルベルト[10]）

### ドラマCD
- 夢王国と眠れる100人の王子様 スノウフィリアの夏休み（ルーク）
- ほどける怪物（2015年7月31日、鳶の後輩） - 表題ドラマCD「恋愛ルビの正しいふりかた」に同時収録
- アイショタ（2019年、星宮翔太）[注 1]
- 言いなり（木村、サークル男子）
- 美しい野菜1・2（金ちゃん）
- コイトモ!?（男子学生）

### 吹き替え

#### 映画
- アザーズ -捕食者-（ヘンリー）
- コッホ先生と僕らの革命（ツムブリンク）
- ジャッジ・ドレッド（アモス）
- ショコラ 〜君がいて、僕がいる〜（青年ユージエーヌ）

#### ドラマ
- キリング/26日間

### ボイスオーバー
- 一攫千金！巨大マグロ漁（ナショナルジオグラフィックチャンネル）

### ナレーション
- ジェックス株式会社製品紹介VP

### 舞台
- 風の墓（岡部企画公演）
- 嗚呼、冒険王（岡部企画公演）
- MIST（劇団さんぴん茶公演）
- シャークエンド（2019年7月20日・21日、渋谷シダックスカルチャーホール） - ウィル 役（20日） / スミス 役（21日）[11]